# Les Rois du troc
 (octobre 2015).
Si vous disposez d'ouvrages ou d'articles de référence ou si vous connaissez des sites web de qualité traitant du thème abordé ici, merci de compléter l'article en donnant les références utiles à sa vérifiabilité et en les liant à la section « Notes et références ».
Les Rois du troc (Barter Kings) est une émission de téléréalité américaine diffusée depuis le 12 juin 2012 sur A&E. 
En France, elle est diffusée depuis le 18 octobre 2015 sur RMC Découverte ; au Quebec  sur la chaîne Ztélé ; et en Belgique francophone sur la chaîne ABXplore.

## Concept
Antonio Palazzola et Steve McHugh font du troc, des échanges d'articles pour de meilleurs objets sans aucun échange de monnaie. Ils possèdent une boutique, l'Express Trade où des personnes achètent des objets ou en échangent contre d'autres, que Cindy (épouse de Steve) gère à sa façon.
Kendall-Leigh Neuner fait également partie de l'équipe et gère les annonces et le téléphone. Diamond Dave travaille également à leur boutique.

## Épisodes
| Saison | Saison | Épisodes | Début | Fin |
| ------ | ------ | -------- | ----- | --- |
|        | 01     | -        | -     | -   |
|        | 02     | -        | -     | -   |
|        | 03     | -        | -     | -   |

### Saison 1[4]
1. Ô mon bateau ! / Pas d'argent, pas de problème ! (No Cash, No Problem)
2. Anniversaire surprise / Le golf avant les chevaux (Cart Before the Horse)
3. Plus de diamants / Un diamant à l'état brut (Diamond in the Rough)
4. L'Échange / Faire d'une pierre deux coups (Rock and a Hard Place)
5. Joyeux Anniversaire / Bah-Bam! (Bah-Bam!)
6. Une moto ou rien / Vieux motard que jamais ! (Not-So-Easy Rider)
7. Travail d'équipe / Frères de sable (Dune Buddies)
8. Gros Profits / Une retraite de campeur (Happy Camper)
9. Quads flambant neufs / Une guitare sur quatre roues (Four Wheeling and Dealing)
10. Diviser pour régner / Diviser pour mieux régner (Divide and Conquer)
11. Home Run / Coup de circuit ! (Shake Your Money Maker)
12. Le Duel / Je t'échange une danse ? (Barter Up!)
13. La Maison de vacances / Tout le monde à bord ! (Winner Takes All)
14. Nouveau Challenge / Le Dindon de la farce (Home Is Where the Barter Is)

### Saison 2[5]
1. Le Food truck / Serpents et échanges (Snakes on a Trade)
2. Un camion ou rien / Georgie nous voici ! (The Traders Went Down to Georgia)
3. Avion en kit / Le Cœur à l'échange (Big Rig or Bust)
4. Spring Break / Pas de relâche pour les échanges (Swingin' Deals and Screamin' Wheels)
5. La montgolfière / L'Amour avant le troc (First Comes Love, Then Comes Trading)
6. La traversée du désert / Le Vent dans les voiles (For Sail. Will Consider Trade)

### Saison 3[6]
1. Monster Truck (Tazed and Confused)
2. La panne (Puppy Love)
3. Vacances bien méritées (Clowning Around in Utah)
4. Nouveaux bureaux ! (Tradecation)
5. L'autoneige (There's Snow Time Like Trading Time)
6. Prêts ? Partez ! (The Gloves Come Off)
7. Leçons de conduite (Driving Home the Deal)
8. Vegas, Baby ! (Trading or Bust)

## L'Express Trade
- Antonio Palazzola : il échange souvent pour faire plaisir à sa famille et pourquoi pas à lui aussi en retour, dans son enfance on lui a diagnostiqué le syndrome de Gilles de la Tourette et le stress lui fait apparaître ces tics.
- Steve McHugh : il échange souvent pour son bien-être personnel et parfois pour faire plaisir à sa famille.